# هاکوب آرشاکیان
هاکوب ورژی آرشاکیان (Հակոբ Վրեժի Արշակյան؛ زادهٔ ۱۶ آوریل ۱۹۸۵) یک مهندس، و سیاستمدار اهل ارمنستان است که از تاریخ ۴ اکتبر ۲۰۱۸ تا ۱ ژوئن ۲۰۱۹ در دولت اول نیکول پاشینیان سمت وزیر ترابری، ارتباطات و فناوری اطلاعات ارمنستان و از تاریخ ۲۰۱۹ تا تاریخ ۲۰۲۱ در دولت دوم نیکول پاشینیان سمت وزارت صنایع فناوری پیشرفته ارمنستان را برعهده داشت.

## زندگی‌نامه
در ۱۶ آوریل ۱۹۸۵ در ایروان به دنیا آمد و از دانشگاه دولتی علم اقتصاد ارمنستان فارغ‌التحصیل شد. 